# Пхеньян-Хыннамская операция
Пхеньян-Хыннамская операция — военная операция Корейской народной армии и соединений китайских добровольцев в ходе Корейской войны, проводившаяся 25 ноября — 24 декабря 1950 года.

## Предыстория
В ноябре 1950 года войска Южной Кореи и ООН на севере вышли в район Пакчхон, где встретили сильное сопротивление и приостановили наступление; на восточном фронте южнокорейские части достигли корейско-китайской границы в районе Хесанчжина, захватили порты северо-востока Кореи. Цель «рождественского наступления» генерала Макартура была почти достигнута. В ответ совместные войска КНДР и Китая начали Пхеньян-Хыннамскую операцию (25 ноября — 24 декабря 1950 г.). Замысел её заключался в том, чтобы ударами на пхеньянском (из района севернее Анчжу) и хамхынском (из района озера Чанчжин) направлениях разгромить основные силы южнокорейцев и армии ООН, выйти на линию Пхеньян — Вонсан. Главные усилия войск сосредотачивались на западном участке фронта.

## Ход боевых действий
24 ноября 8-я армия США правым флангом начала наступление в районе Букдина и Хичхона. Продвинувшись на глубину до 19 километров, войска овладели рубежом южнее Течона и Унсана. На этом наступление войск ООН остановилось. 25 ноября в конце дня китайские добровольцы совместно с армией КНДР перешли в контрнаступление и сумели вклиниться в позиции 1-й южнокорейской дивизии в районе Тэчхоня. Бои продолжались и ночью, в результате чего полк коммунистических войск пробился в стык между войсками ООН и атаковал позиции 7-й и 8-й южнокорейских дивизий. Большая часть 2-го южнокорейского корпуса была уничтожена. Организованный отход стал невозможен. С целью укрепления фланга командующий армией США перебросил из района Сунчона к месту прорыва 1-ю кавалерийскую дивизию и из района Кечхон в Токчхон — турецкую бригаду, однако успеха данная передислокация войск не принесла. Вслед за ударом на центральном участке фронта китайские войска устремились в прорыв, образовавшийся между 8-й армией и 10-м корпусом. В ночь на 27 ноября китайские войска атаковали позиции 1-й дивизии морской пехоты, расположенной в районе Чосинского водохранилища. Спастись от полного разгрома дивизия сумела лишь при активной поддержке авиации. До 29 ноября 8-й армии удавалось отражать атаки коммунистических войск, но к концу этого дня американцы начали отход по всему фронту. 2-го декабря начался вывод американских соединений из Юдамни. Не переставая преследовать американские войска, части КНД и КНА 5 декабря вошли в Пхеньян. 9-го декабря отступающие американские части к северу от Чжиньхунни вышли из окружения. Эвакуация американских и южнокорейских войск из Хамхына и Хыннама продолжалась с 10 по 24 декабря. Всё это время корабельная артиллерия крейсеров и палубные самолёты авианосцев «Сицили», «Бадонг Стрейт» и «Батаан» поддерживали оборону Хыннама. Первой эвакуировалась дивизия морской пехоты, затем 7-я американская дивизия, а потом 1-й южнокорейский корпус. Вместе с войсками было эвакуировано 86 тыс. беженцев. После отчаливания последних кораблей порт был взорван. 24 декабря в Хыннам и Вонсан вступили части Корейской народной армии. В этот же день северокорейские войска на всем фронте вышли к 38-й параллели, соединившись с частями Народной армии, действовавшими в тылу врага.

## Результаты
В ходе операции КНД и КНА нанесли неприятелю тяжёлые потери: 2-й южнокорейский корпус, турецкая пехотная бригада и 1-я американская дивизия морской пехоты потеряли от 40 до 70 % личного состава. Потери до 30 % понесли дивизии 10-го и отдельные части 1-го и 9-го американских армейских корпусов. Общие потери войск ООН в этой операции составили 36 тыс. человек, в том числе более 24 тыс. американцев.